# リライブウェア
リライブウェア（relive wear）は、宮城県仙台市に本社を置く「株式会社りらいぶ」が開発・製造した身体機能改善ウェア。商品名は「リライブ」。

## 概要
佐々木貴史が着るだけで身体能力を向上するウェアを開発。「身に着けるだけで身体の軸がしっかりして柔軟性が増すとされる。患者の抱き起こしなど体に負担の大きい動作を繰り返す介護業界内で「動きが楽になる」と評判となった他、商品紹介された動画が再生回数660万回（2022年11月1日現在）を超えた。年商700万円だった会社が「令和の虎」でリライブウェアが紹介されたことを機に認知度が上がり年商50億円超を突破（2023年12月末）。発売2年足らずで累計15万着を突破した。シャツやパンツ、スパッツなどラインアップし、様々なサイズと色展開で、ジュニアから高齢者、アスリートまで支持を得るCMキャラクターはお笑い芸人の出川哲朗。

## 商品・効用
リライブウェアとは「リライブシャツ」「リライブパンツ」など様々な衣服がある。ノースリーブのインナー、スパッツ、スポーツインナー、ソックス、テーピング、キャプ、アイマスク等。普段から着られる衣服に筋肉を低刺激で活性化させる「間接テーピング®️」の技術を使うことで、身体機能や身体の調子を改善する。
通常のテーピングだと痛みを抑えられたり、怪我の予防をしたり、医療現場やアスリートに広く活用されているが、日常的な動作や作業でテーピングを毎日施すのは難しい。自分でうまく貼るのはハードルが高い。そこで効果が出やすい肩から下半身を動かすための場所、腰や坐骨をサポートする場所や経絡、反射区の場所に「テーピング」の代わりとなる「リライブ加工（プリントやリライブテープ）」を施し【テーピングを着る】という発案される。結果、誰でも簡単に気軽に【テーピングを着る】ウェアとなった。

## 原理
同社が宣伝用に配布していると思われるパンフレット漫画『-着る元気！奇跡のリライブシャツ誕生物語-』によれば以下の通り。
- 身体の「氣」を整えるシャツなので、着るだけで鍼灸のように“経路”を刺激する
- “経路”とは中医学で言うところの「身体内外に広がる通路」のことで、正しく刺激すれば“気血が流れ”身体が持つ本来の力を引き出すことができる
- シャツの生地にプリントされたトルマリンなどのパワーストーンが出すマイナスイオンが経路を刺激し「氣」の流れをスムーズにすることで身体が持つ本来の力を引き出す。

## 自治体との提携
機能性シャツによる地域課題解決のため、公民連携による実証実験を行なっている。
- 北海道雨竜郡妹背牛町（2022年～）[8]
- 大阪府守口市（2022年～）[9]
- 岡山県新庄村（2022年～）[10]
- 沖縄県読谷村（2025年～）[11]

## パートナーシップ
- 小比類巻貴之（元K-1ファイター） - アンバサダー[12]
- 菊池真琴（第8代OPBF東洋太平洋バンタム級チャンピオン) - アンバサダー[13]
- 宮正完（パルクールアスリート） - アンバサダー[13]
- 小林敬和（中央学院大学教授・トレーニング科学専門） - アンバサダー[13]
- 黄帝心仙人（プロダンサー） - アンバサダー[14]
- JURIANA（プロダンサー） - アンバサダー[15]
- 昇侍（元パンクラスチャンピオン） - アンバサダー
- 今野康晴（プロゴルファー） - 商品アドバイザー[12]
- 早稲田大学レスリング部 - パートナーシップ[13]

## オフィシャルスポンサー
- 琉球アスティーダ（プロ卓球チーム）[16]
- 三遠ネオフェニックス（プロバスケットボールチーム）[17]
- クリアソン新宿（プロサッカチーム）[17]
- ブレス浜松（プロバレーボールチーム）[17]
- シントトロイデン（ベルギーサッカー1部リーグ）[18]
- ヴォスクオーレ仙台（プロフットサルチーム）[19]
- 姫路イーグレッツ（プロバスケットボールチーム）[19]
- 兵庫ブレイバーズ（プロ野球チーム）[19]
- 佐賀アジアドリームズ（プロ野球チーム）[19]

## 経緯
リライブの開発者・佐々木貴史は、幼少期からの虚弱体質に悩んでいた。さらに介護士の妹が、1日に幾度もお年寄りを抱き起こしたり、ベッドから車いすに移動させる重労働の行為で体が悲鳴を上げ、志半ばで退職した。
2017年（平成29年）自身の体質改善と妹の思いを汲み取り、宮城県仙台市泉区に「身体機能研究所」を設立。佐々木が長年親しんできた中国武術からヒントを得る。気功の考え方から「痛みの緩和」や「動きのサポートに効果のあるテーピングの手法があり、起業家仲間と試作を重ね、「リライブウェア」を開発。2018年（平成30年）4月に商品化にこぎ着け販売開始。日本パラ・パワーリフティング連盟の協力のもとリライブシャツを着てもらい効果測定を実施。「シャツ着用で5kgほど力が増す」「自己ベスト記録を出せた」のほかリオパラリンピック5位の三浦浩選手から「体の軸が整って力が身体に残る」、連盟理事長から「間違いなく記録は伸びると思います。まるでマジック」とコメントをもらった。
2019年（令和元年）7月、アパレル製品として特許取得。同時に意匠商標も登録する。製造特許「特許第6409143号」取得。同時に着用前後の変化を第三者機関の実験データとして公表。「柔軟性を見る前屈は約6センチ改善」「重いものを持ち上げる背筋力は38％アップ」。
2020年（令和2年）11月、発売開始。期待とは裏腹に鳴かず飛ばずの反響だった。
2021年（令和3年）2月、八方ふさがりとなった佐々木はYouTube番組「令和の虎」に出演。ビジネスプランのプレゼンをして出資を募る番組内容で、三崎優太（青汁王子）を含め、5人の出資者から計500万円の投資を勝ち取った。番組終了直後から注文が殺到し、1週間で8,000着の注文を受ける。。同年10月、BS12放送のドランクドラゴンの冠番組にも開発者自身で出演。自ら商品の効果測定を検証。その後、インターネット通販amazonの「医療衛生着分野」や、楽天市場の「介護用品部門」で販売ランキング1位を獲得する。仕事着として取り入れる介護職員は全国に広がり、戦績や記録のアップを目指すアスリートからの引き合いが増え、日本薬科大学など共同研究を進める。
2021年（令和3年）9月10日、「リライブシャツが世界を変える！」を目的にYouTubeチャンネル「カラダ革命channel」を開設。
2022年（令和4年）1月には、格闘家元K-1日本王者小比類巻貴之がアンバサダー就任。PGAツアープロ通算7勝の今野康晴プロがアドバイザーとして関わり、ゴルフに特化したリライブゴルフウェアを開発し、2022年9月から発売をスタート。プロ、トップアマからも絶賛され、一般ゴルファーへの普及に努める。同年10月6日、山田孝之と赤西仁が自身で発信するYouTube番組「NO GOOD TV」でリライブシャツを紹介
2023年（令和5年）日本卓球リーグ1部「Tリーグ」所属「琉球アスティーダ」、プロバスケットボールリーグ「Bリーグ（B1）」所属「三遠ネオフェニックス」、プロサッカーリーグJFL所属「クリアソン新宿」、プロバレーボールV2リーグ所属「ブレス浜松」のトップスポンサーになる。同年、医療専門雑誌『医学と薬学』（1979年創刊）にてリライブシャツの効用が学会論文として発表される。
東京都新宿区のマルイ本館にリライブ・シャツのコンセプトショップがオープンし、ネットだけではわからないと体験、試着を求めて足を運ぶ人が続出。JFLクリアソン新宿の選手たちが、リライブウェアの着用を望まれ、練習用と普段着用と提供を始める。
2023年（令和5年）5月、テレビショッピング開始、全国の地上波、CS、BSにて144番組で放映。アメリカにおける特許を取得。販売累計50万枚突破。
2024年（令和6年）新CMにお笑いタレントの出川哲朗を起用。同年9月から銀座三越本館にて「リライブウェア」ショップがオープン。
現在、「高齢化社会で介護職の重要性は増すばかり。多くの人を健康にして世界に貢献したい」と開発者の佐々木は言及。万人にメカニズムを平易に説明できるよう努めている。

## 逸話
- 販売当初から商品の特性上「マイナスイオン、経絡など現代の科学では『怪しい』『うさんくさい』と煙たがられる。プラシーボ（偽薬）効果と疑う人も多かった」と佐々木貴史はインタビューで答えている[3]。
- 返品率は2％と佐々木はインタビューで答えている[3]。
- 番組や雑誌では腰痛に悩む被験者（記者）がリライブウェアを着用。前屈、指先が地面にぺたり、重い物も楽々持てる効果前後が取り扱われる[3]。

## ショップ

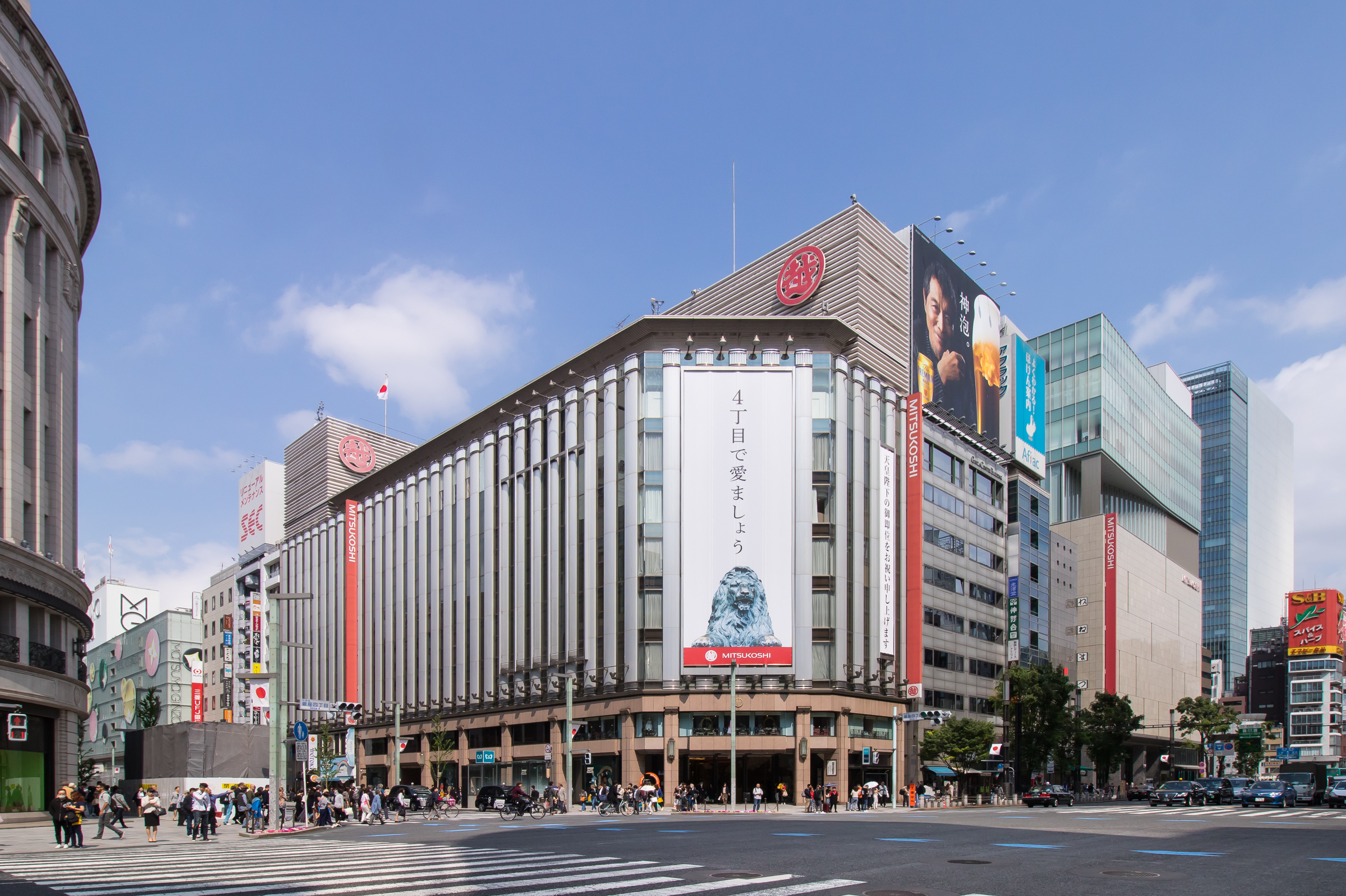
リライブショップが入る銀座三越本館（東京都中央区）

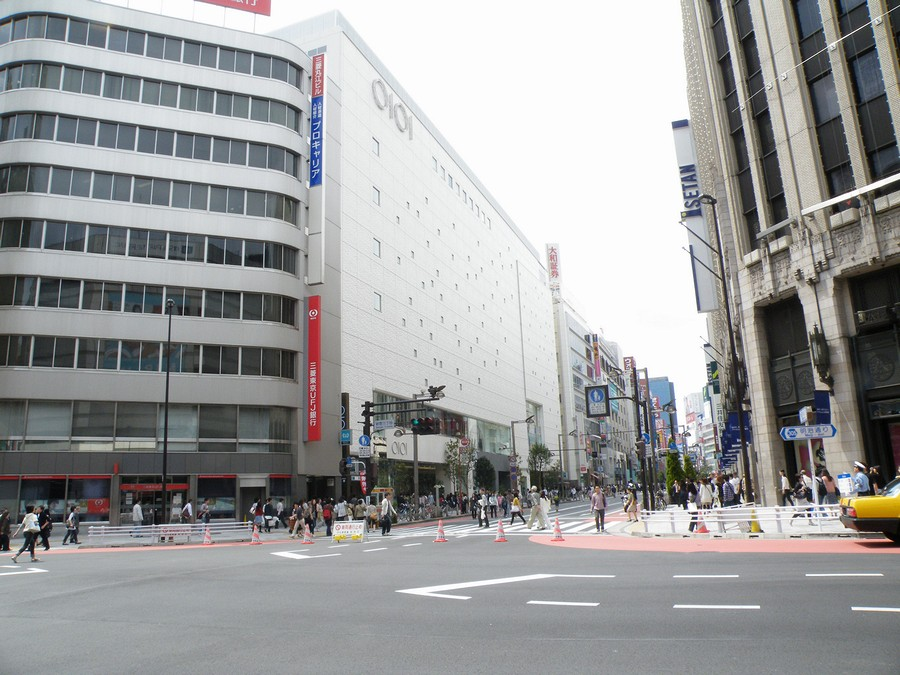
リライブショップが入る新宿マルイ本館（東京都新宿区）

### 北海道
- 筋トレ倶楽部Hoppy（札幌市）
- しもづま販売店（札幌市）
- アルファ美輝本店（札幌市）
- 宮の森関口整骨院（札幌市）
- 関口貴弘鍼灸整骨院（札幌市）
- アルファ美輝帯広店（帯広市）

### 東北地方
- カミツレ薬局（宮城県仙台市）
- ななほし薬局＋（宮城県仙台市青葉区）
- GranGarden小山田（宮城県刈田郡）
- ジェミニオート勝美（宮城県仙台市泉区）
- ななほし薬局（宮城県栗原市）

### 関東地方
- 銀座三越本館（東京都中央区）
- 新宿マルイ本館（東京都新宿区）
- 常陽エージェンシー（茨城県北茨城市）
- QOL合同会社（千葉県松戸市）
- QOL体験会場（千葉県印西市）
- 株式会社リライト（東京都葛飾区）
- SPOND（東京都港区）
- 株式会社プラチナムエンタープライズ（埼玉県和光市）

### 北陸地方
- 株式会社ふれ愛（富山県下新川郡入善町）
- revillon（富山県高岡市）

### 東海地方
- 有限会社エイエムプログレス（静岡県静岡市葵区）

### 関西地方
- MixMotion（大阪府岸和田市、和泉市、泉佐野市）
- 株式会社Ability（滋賀県東近江市）
- ARIVE（滋賀県草津市）
- LAST GEAR HQ店　TENKAWA店（奈良県奈良市と天川村）
- ymaty（奈良県橿原市）

### 中国地方
- 株式会社Ability（広島県広島市）
- copa整骨院（広島県福山市）

### 四国地方
- kirameki（徳島県鳴門市）

### 九州地方
- ココロン株式会社（福岡県飯塚市）
- 株式会社 山口農機サービス（宮崎県宮崎市）
- 株式会社 ブルズファクトリー（宮崎県日向市）
- 有限会社 新生堂（鹿児島県鹿屋市）
- 琉球リライブ（沖縄県糸満市）

## メディア紹介

### テレビ
- 「大阪ほんわかテレビ」（読売テレビ）[32]
- 「ドランクドラゴンのバカ売れ研究所!」（BS12）[33]

### ラジオ
- 「氏神一番の人生リライブ」（池袋FM） - ※レギュラー 毎週日曜日 お昼の12:00～12:30、佐々木代表がMCとして出演

### インターネット放送
- 「令和の虎」（YouTubeチャンネル） - ※レギュラー 佐々木代表が出資者として出演[34]
- 宮迫博之の「サコるニュース」（YouTubeチャンネル） - ※レギュラー 佐々木代表がコメンテーターとして出演[35]
- 山田孝之と赤西仁の「NO GOOD TV」（YouTubeチャンネル）[26]
- 田村淳の「アーシーch」（YouTubeチャンネル）[36]
- 「フランチャイズチャンネル」（YouTubeチャンネル）[37]
- 東京美容外科総合医院長・麻生泰「ドクターA」（YouTubeチャンネル）[38]

### CM
- 「リライブシャツα」（出川哲朗起用、2024年2月～ ）[4]

### 書籍
- 『【漫画】着る元気！奇跡のリライブシャツ誕生物語』（著者：佐々木貴史、2023年4月28日）
- 『地方の小さな会社のリライブシャツがなぜ１００億円も売れたのか』（著者：佐々木貴史、2024年10月8日、青志社）　ISBN 978-4865901795

### 新聞
- 「河北新報」（2022年10月12日）[3]
- 「日刊スポーツ」（2022年5月6日）[28]
- 「毎日新聞」（2023年7月12日）[39]
- 「早稲田スポーツ新聞」（2023年11月12日）[40]

### WEBニュース
- 「Yahoo!ニュース」[41]

## 株式会社りらいぶ

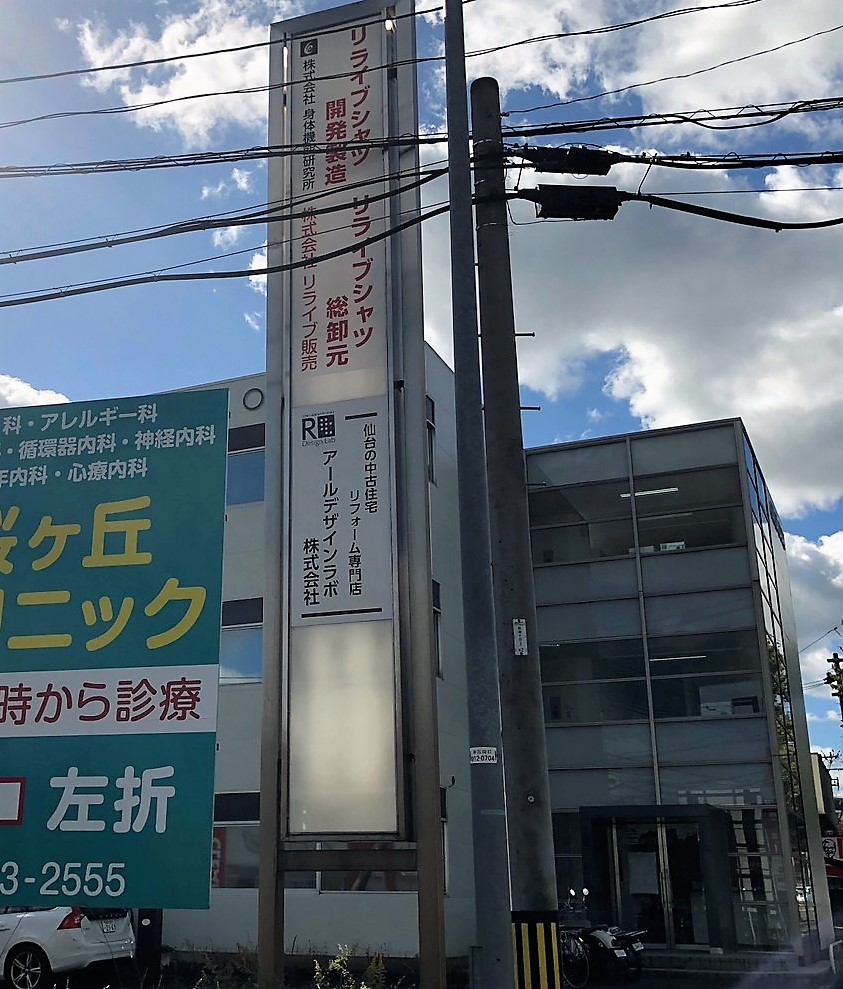
株式会社りらいぶ・本社ビル（仙台市泉区）

宮城県仙台市泉区に本社を構える。リライブシャツ・パンツ、関連ウェア、開発・製造を行う。2017年（平成29年）10月設立。

### 沿革
- 2008年（平成20年）8月 - 株式会社リライブ設立（機能性補助食品の販売事業）
- 2017年10月（平成29年）10月 - 株式会社身体機能研究所設立（リライブシャツの開発・製造）
- 2023年（令和5年）1月 - リライブシャツ製造元「株式会社 身体機能研究所」とリライブシャツ卸元「株式会社リライブ販売」は合併。社名を「株式会社りらいぶ」に変更[42]。
- 2023年（令和5年）12月5日 - 医療機器製造業者に登録[43]
- 2024年（令和6年）1月 - 令和6年能登半島地震において被災地の自治体へリライブシャツを無償提供しはじめる。佐々木社長が被災者の方々にSNSで腰痛、肩こり緩和を呼びかけた[44]。